# ウェンブリー・スタジアム (1923)
ウェンブリー・スタジアム（Wembley Stadium）は、イングランド・ロンドンのウェンブリー地区に1923年にオープンしたサッカースタジアム。2002年で使用を終了し建て替えられた。当項目では2002年まで使用された施設についてを扱う。新スタジアムはウェンブリー・スタジアムで記す。

## 歴史
1923年4月28日にブリティッシュ・エンパイア・エキシビション・スタジアムとして開場(1924年から1925年にかけて開催された大英帝国博覧会の主要施設であったため)、同年のFAカップ決勝戦も開催された。
ウェンブリーのシンボルであるツインタワーやナショナル・フットボール・ミュージアムも併設していた。1934年にはエンパイア・プールが完成している。
1948年開催のロンドンオリンピックのメインスタジアムに選ばれ、陸上競技においてフランシナ・ブランカース＝クンとエミール・ザトペックの活躍が注目を集めた。そのほかにもホッケーとサッカーの準々決勝および決勝、乗馬、ラクロス（公開競技）の決勝が開催された。
その後、陸上競技場として用いられたダートトラックはドッグレースの会場として利用された。
1966年開催のFIFAワールドカップ決勝では、延長の末イングランドが西ドイツを破り初優勝。エリザベス2世女王からジュール・リメ杯が授与され、イングランド代表の地元優勝に歓喜が沸いた。
1995年開催のアンブロ・カップでは、日本がイングランドと対戦した。 
1996年にはユーロ96が開催。ドイツが東西再統一後初優勝。
その後、老朽化のため、2000年のFAカップ決勝(チェルシーVSアストン・ヴィラ)をもっていったん閉場。2003年に取り壊され、2007年に現在のウェンブリー・スタジアムが完成した。

### コンサート
コンサート会場としての使用も多かった。1972年8月に行われたロンドン・ロックンロール・ショーを皮切りに、1985年7月13日開催のライヴ・エイドではデヴィッド・ボウイ、クイーン、ポール・マッカートニー、ダイアー・ストレイツ、U2らが出演。1988年には同様のチャリティーコンサートであるヒューマン・ライツ・ナウ!とネルソン・マンデラ生誕70歳トリビュートコンサートが開催された。その他にもマイケル・ジャクソンやマドンナ、クイーン、ジェネシス、ザ・フーなど様々なアーティストが単独ライブを行った。

### その他
1971年から1991年の間には女性のフィールドホッケーが度々開催された。
1975年には米国の伝説的なスタントマン、エベル・ニーベルが14台のバスをバイクで飛び越える世界記録に挑戦し、90,000人の観衆を集めたが着地の際に失敗し、ニーベルは重傷を負い、記録更新も叶わなかった。なお、ニーベルはこの事故から数ヶ月にオハイオ州のテーマパーク、キングスアイランドにて14台の記録に再度挑戦し成功、無事に記録を更新している。
1992年にはWWEの夏の大一番と位置づけられているサマースラム92が開催され、格闘技・レスリングイベントとしては当時世界最多人数の80,355人を動員している。